# Rohan Gottschalk
Rohan Gottschalk (Leiden, 7 januari 1977) is een Nederlandse scenarioschrijver en creative producer
Gottschalk behaalde in 1994 zijn schooldiploma aan het Agnes College in Leiden. Na de middelbare school studeerde hij aan de Hogeschool van Amsterdam, waar hij in 1999 afstudeerde.
Sinds 2000 is hij werkzaam bij Scriptstudio. Van 2003 tot en met 2012 was Gottschalk werkzaam als verhaalschrijver van de RTL 4-soap Goede tijden, slechte tijden. Vervolgens was hij van 2012 tot en met 2020 werkzaam als uitvoerend producent voor de soap.